# 藤波晟
藤波 晟（ふじなみ しょう、1963年1月17日 - ）は、日本の俳優である。千葉県出身。日本大学卒業。天の川 Co.,Ltd.に所属している。
特技は、居合・乗馬・アクション・日本舞踊・野球である。

## 出演

### 映画
- その男凶暴につき
- 釣りバカ日誌3〜13

### 舞台
- 椿姫
- 大安吉日物語
- すったもんだDEカガミ町

### テレビドラマ
- 西村京太郎サスペンス
- 永遠の君へ
- 壬生義士伝
- TRICK2 第3話（2002年1月25日、テレビ朝日） - 鈴木吉子に占ってもらい車に轢かれる男 役
- 竜馬がゆく
- 山村美紗サスペンス

### CM
- 名鉄運輸

ほか